# Marco Contarini
Pour les articles homonymes, voir Contarini.
Marco Contarini ou Marco q. Pietro Contarini dai Scrigni (né le 20 février 1631 probablement à Piazzola sul Brenta, près de Padoue ; décédé probablement le 20 mai 1689 à Padoue). Issu de la famille patricienne vénitienne des Contarini, il a été procurateur de Saint-Marc.

## Biographie
Marco Contarini est le fils de Pietro Q. Marco Contarini (1578 - 1632) et de Paola Q. Giulio Q. Giorgio Contarini (1607 - 1668), son épouse.
En tant que tel, Marco Contarini était notamment responsable des activités de construction de la République et de la gestion des biens de San Marco. Il fut un célèbre patron de la musique et rassembla dans sa Villa Contarini à Piazzola sul Brenta une grande collection de manuscrits musicaux qui fut donnée en 1843 par Girolamo Contarini (906 manuscrits et 4 000 livres) à la Biblioteca Marciana de Venise. C'est une source importante sur la musique du XVIIe siècle, notamment les partitions d'opéra comme celles de Claudio Monteverdi (par ex. Le Couronnement de Poppée) et de Francesco Cavalli.

« Au troisième étage, relate celui-ci, [on trouve] une galerie, où se voyent toutes les sortes d’instrumens de musique que l’on peut s’imaginer, avec tous les opéra qui ont esté vues jusqu’à présent, soit à Venise ou ailleurs. L’Hercule fait par le Sieur Cavalli, et représenté à Paris pour le divertissement de Sa Majesté, y tient sa place parmy les autres. Il ne faut point s’étonner de cet amas, puisque pour avoir les instrumens les plus particuliers, Monsieur Contarini n’a épargné aucune dépense. Les deux loges dont j’ay parlé au commencement sont aux deux costez de la galerie, avec des manières de tribunes tout autour, pour y mettre des chœurs de musique et d’instrumens, afin de divertir pendant le repas [...]. »

— Jacques Chassebras de Cramailles, en visite à Piazzola, chez Marco Contarini, Mercure Galant (1681).
Contarini a également fourni des instruments de musique dans la collection Contarini-Correr du Musée Correr à Venise (achetée par Pietro Correr en 1872). D'autres parties de la collection d'instruments de musique se trouvent aujourd'hui dans les musées des conservatoires de Paris et de Bruxelles, et au Museo Civico de Venise. Parmi les instruments collectionnés, Marco Contarini avait réuni des clavecins et des orgues dont l'un fut construit en 1676 à Piazzola sul Brenta par le facteur allemand Theodor Agathe.
Comme beaucoup de nobles vénitiens, Marco Contarini possédait un domaine (Villa veneta) en dehors de la ville. Il y fit construire deux théâtres, dont l'un, célèbre dans toute l'Europe, avait une capacité d'environ 1 000 places. Le second, plus petit, était connu sous le nom de Luoco delle Vergini (en français : « le lieu des jeunes filles »), car les jeunes filles s'y produisaient aux frais du propriétaire. Cela en faisait une sorte de conservatoire, comme les ospedale de Venise. Pour les représentations, elles utilisaient les instruments et la musique que Marco Contarini avait rassemblés dans sa collection. Le "Luoco delle Vergini"  rassemble 38 jeunes filles qui étudient la musique et les arts figuratifs et qui peuvent donner des cantates dans les fêtes chorégraphiques et rendre plus somptueuses les œuvres qu'elles interprétent. Sur le bâtiment de la villa, une devise en latin associée à Marco Contarini est apposée :
« MARCUS CONTARENUS DIVI MARCI PROCURATOR PETRI FILIUS PLATEOLAE AMPLIATOR 1660 »
« Marcus Contarenus, Procurateur de St. Marc, fils de Pierre, bienfaiteur à Plateola, 1660 »

Page de titre Il preludio felice.

De nombreux visiteurs ont séjourné à la villa Contarini et ont relaté leur séjour. En août 1685, Ernest-Auguste, duc de Brunswick-Lunebourg, passe un été idyllique dans la villa du procurateur vénitien. L'orologio del piacere décrit en détail les fabuleux divertissements, banquets, musique et théâtre que Contarini offrait à ses invités, chacune des cinq parties de l'ouvrage étant consacrée à un épisode particulier de la visite. La première partie est accompagnée d'une planche dépliante et les autres parties sont réparties comme suit : La Vaticinio della Fortuna. Musicali Acclamationi (une planche) ; La schiavitù fortunata di Dettuno. Voti di musicale applauso (une plaque) ; Il ritratto della gloria donato all'eternità musicali applausi (une plaque) ; Il preludio felice. Musicali acclamationi (quatre plaques). Les plaques représentent les fêtes nautiques et les réceptions et rondes offertes par Contarini au duc de Brunswick. Elles ont été 
gravées avec une technique particulière de superposition du cuivre, dans l'imprimerie du "Luoco delle Vergini" de Piazzola.
Marco Contarini a épousé Benedetta Q. Giovanni Q. Francesco Contarini (1630 - 1665). Ils ont eu six enfants : Carlo Q. Marco P Contarini
(1650 - s.d.), Cecilia Q. Simone Q. Pietro Contarini
(1670 - s.d.), Paola Q. Marco P Q. Pietro Contarini (1655 - s.d.), Pietro Q. Marco P Contarini (1656 - 1687), Contarina Q. Marco P Q. Pietro Contarini Dai Scrigni (1665 - s.d.) et Zaccaria Q. Marco P Contarini Dai Scrigni (1669 - s.d.).

## Discographie
- Cantate Contarini, compositions anonymes provenant de la collection Marco Contarini, avec  Marta Infante (mezzosoprano); Ars Atlántica/Manuel Vilas (Santi Mirón (viola da gamba), Manuel Vilas (arpa doppia)), (CD, ENCHIRIADIS EN 2027, 2007)[4]